# النايفية (الخرج)
مركز النايفية هو مركزٌ إداري تابعٌ لمحافظة الخرج في منطقة الرياض ، ويصنف من فئة (ب) ورمزها 1034.